# Halone anartoides
Halone anartoides là một loài bướm đêm thuộc phân họ Arctiinae, họ Erebidae.